# Биргиндинське сільське поселення
Биргинди́нське сільське поселення — муніципальне утворення в складі Каракулинського району Удмуртії, Росія. Адміністративний центр — присілок Биргинда.
Населення становить 695 осіб (2019, 737 у 2010, 809 у 2002).

## Склад
До складу поселення входять такі населені пункти:
| Населений пункт         | Населення, осіб (2002) | Населення, осіб (2010) |
| ----------------------- | ---------------------- | ---------------------- |
| Биргинда, присілок      | 663                    | 618                    |
| Новопоселенне, присілок | 146                    | 119                    |

## Господарство
В поселенні діють середня школа, бібліотека, клуб та 2 фельдшерсько-акушерських пункти.